# Rimu Matsuoka
Rimu Matsuoka (松岡 瑠夢 Matsuoka Rimu?, Tokio, 22 de julio de 1998) es un futbolista japonés que juega como delantero en el Roasso Kumamoto.

## Trayectoria

### Clubes
| Club            | País  | Año       |
| --------------- | ----- | --------- |
| F. C. Tokyo     | Japón | 2016      |
| Tochigi S. C.   | Japón | 2021-2022 |
| Roasso Kumamoto | Japón | 2023-     |